# Joshua Jortner
Joshua Jortner (Hebrew: יהושע יורטנר) (Tarnów, 14 de março de 1933) é um físico-químico israelense. É professor emérito da Escola de Química da Faculdade Sackler de Ciências Exatas da Universidade de Tel Aviv.